# Irlandezul: Asasinul mafiei
The Irishman (original I Heard You Paint Houses), tradus în română ca  Irlandezul: Asasinul mafiei , este un film american din 2019, genul dramă epică, regizat și produs de Martin Scorsese și scris de Steven Zaillian, bazat pe cartea din 2004 I Heard You Paint Houses scrisă de Charles Brandt. Îi are în rolurile principale pe Robert De Niro, Al Pacino și Joe Pesci, alături de Ray Romano, Bobby Cannavale, Anna Paquin, Stephen Graham, Stephanie Kurtzuba, Jesse Plemons și Harvey Keitel în roluri secundare. Filmul îl prezintă pe Frank Sheeran (De Niro), șofer de camion care devine un ucigaș plătit și care ajunge să fie asociat al mafiotului Russell Bufalino (Pesci) și a familiei sale, incluzând perioada în care a lucrat pentru puternicul lider de sindicat Jimmy Hoffa (Pacino).
În septembrie 2014, după ani buni de dezvoltare, The Irishman a fost anunțat drept următorul film al lui Scorsese, după Silence din 2016. De Niro, care a deținut și rolul de producător, și Pacino au fost confirmați că vor face parte din film în aceeași lună, la fel și Pesci, care a revenit din pensionarea sa neoficială pentru a juca rolul, după ce a fost rugat de nenumărate ori să ia rolul. Filmările principale au început în septembrie 2017 în New York și în Mineola și Williston Park din Long Island și s-au încheiat în martie 2018. Cu un buget de producție de 159 milioane dolari și o durată de rulare de 209 minute, este printre cele mai lungi și mai scumpe filme din cariera lui Scorsese.
The Irishman a avut premiera mondială la cea de a 57-a ediție a Festivalul de Film de la New York, pe 27 septembrie 2019, și o lansare limitată în cinematografe la 1 noiembrie 2019, urmată de lansarea oficială pe Netflix începând cu 27 noiembrie 2019. Filmul a fost lăudat pentru performanța regizorală a lui Scorsese și pentru cea actoricească a lui De Niro, Pacino și Pesci.

## Distribuția
- Robert De Niro în rolul Frank "The Irishman" Sheeran
- Al Pacino în rolul James Riddle "Jimmy" Hoffa
- Joe Pesci în rolul Russell Bufalino
- Ray Romano în rolul Bill Bufalino
- Bobby Cannavale în rolul Felix "Skinny Razor" DiTullio
- Anna Paquin în rolul Peggy Sheeran
  - Lucy Gallina în rolul Peggy (la vârsta de 7 ani)
- Stephen Graham în rolul Anthony "Tony Pro" Provenzano
- Harvey Keitel în rolul Angelo Bruno
- Stephanie Kurtzuba în rolul Irene Sheeran
- Kathrine Narducci în rolul Carrie Bufalino
- Welker White în rolul Josephine Hoffa
- Jesse Plemons în rolul Chuckie O'Brien
- Jack Huston în rolul Robert Kennedy
- Domenick Lombardozzi în rolul "Fat Tony" Salerno
- Paul Herman în rolul Whispers DiTullio
- Louis Cancelmi în rolul Sally Bugs
- Gary Basaraba în rolul Frank "Fitz" Fitzsimmons
- Marin Ireland în rolul Dolores Sheeran
  - India Ennenga în rolul Younger Dolores Sheeran
- Sebastian Maniscalco în rolul Joseph "Crazy Joe" Gallo
- Jake Hoffman în rolul Allen Dorfman
- Steven Van Zandt în rolul Jerry Vale
- Paul Ben-Victor în rolul Jake Gottlieb
- Jeremy Luke în rolul Thomas Andretta
- Aleksa Palladino în rolul Mary Sheeran
- J. C. MacKenzie în rolul Jimmy Neal
- Bo Dietl în rolul Joseph Glimco
- Jim Norton în rolul Don Rickles
- Larry Romano în rolul Philip Testa
- Patrick Gallo în rolul Anthony Giacalone
- Barry Primus în rolul Ewing King
- Kevin O'Rourke în rolul John McCullough
- Garry Pastore în rolul Albert Anastasia
- Jennifer Mudge în rolul Maryanne Sheeran
  - Tess Price în rolul Maryanne (la vârsta de 8 ani)
- Steve Witting în rolul William E. Miller
- Stephen Mailer în rolul F. Emmett Fitzpatrick
- John Rue în rolul John L. McClellan
- Craig DiFrancia în rolul Carmine Persico
- Craig Vincent în rolul Ed Partin
- Frank Messina în rolul Johnny Parcesepe
- Gino Cafarelli în rolul Frank Rizzo
- Al Linea în rolul Sam Giancana
- Joseph Riccobene în rolul Jimmy Fratianno
- Ken Wulf Clark în rolul James P. Hoffa
- Tommy McInnis în rolul Marvin Elkin
- Jeff Moore în rolul Frank Church
- John Polce în rolul Joseph Colombo
- Action Bronson în rolul vânzătorului de sicrie

## Legături externe
- The Irishman la Internet Movie Database
- The Irishman la Rotten Tomatoes
- Irlandezul: Asasinul mafiei la CineMagia